# 長良治雄
長良 治雄（ながら はるお、1919年 - 1945年5月25日） は、日本の元アマチュア野球選手、大日本帝国海軍軍人。慶應義塾体育会野球部で二塁手として活躍した人物である。岐阜県出身。

## 来歴・人物
岐阜商業（現・岐阜県立岐阜商業高等学校）在学中には、甲子園に3回出場し、優勝2回（1935年春、1936年夏。夏としては同校初優勝でもあった）と活躍した（他に1936年春に出場）。岐阜商時代のチームメイトに松井栄造、加藤三郎、加藤春雄、森田定雄、国枝利通、大島信雄等、後に大学野球やプロ野球でも活躍した選手が何人もいる。
1937年、慶應義塾大学に入学。大学野球のリーグ戦でも活躍し、ベストナインに選出された事もあった。また詩吟を趣味としており、よく詠じていたと伝わる。
慶大卒業後に応召。1945年5月25日に沖縄へ弾薬を輸送中、刳舟挺身隊の第1陣の指揮官として乗船した輸送船が米軍機の攻撃によって撃沈され、戦死した。享年25。海軍での最終階級は少尉だった（但し、中尉とする資料もある）。 
東京ドーム内の野球殿堂博物館にある戦没野球人モニュメントに、彼の名前が刻まれている。